# Within Our Gates
Within Our Gates е американски филм от 1920 година, драма на режисьора Оскар Мишо по негов собствен сценарий.
В центъра на сюжета е млада афроамериканка от американския Юг, чието семейство е линчувано, тя се преселва в Севера, но по-късно се връща и става учителка в училище за афроамериканци. Главните роли се изпълняват от Ивлин Прийр, Чарлз Лукас, Мисис Ивлин, Уилям Старкс, Ралф Джонсън.
Within Our Gates е един от най-ранните запазени до наши дни образци на филм от афроамерикански режисьор и засяга необичайна за времето тематика от живота на афроамериканците.